# Acraquía (distrito)

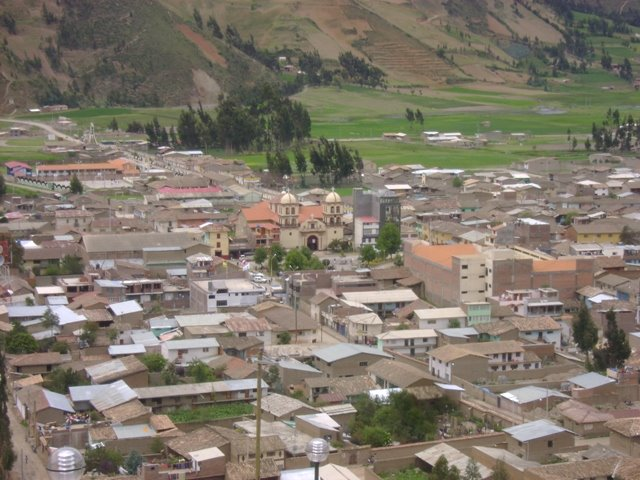
Centro de Pampas

Acraquía é um distrito do Peru, departamento de Huancavelica, localizada na província de Tayacaja.

## Transporte
O distrito de Acraquía é servido pela seguinte rodovia:
- HV-124, que liga a cidade de Pampas ao distrito de Izcuchaca
- PE-3SD, que liga a cidade de San Miguel de Mayocc ao distrito de Ñahuimpuquio [2][3][4]